# Gumuruh (Batununggal)
Gumuruh is een bestuurslaag in het regentschap Kota Bandung van de provincie West-Java, Indonesië. Gumuruh telt 18.242 inwoners (volkstelling 2010).